# دونالد هارفي
دونالد هارفي (بالإنجليزية: Donald Patrick Harvey)‏ (و. 1960 – م) هو ممثل، وممثل صوت، وممثل أفلام، وممثل تلفزيوني، من الولايات المتحدة الأمريكية، ولد في سانت كلير شورز.

## التعليم
تعلم في جامعة ميشيغان، ومدرسة ييل للدراما.

## وصلات خارجية
- دونالد هارفي على موقع IMDb (الإنجليزية)
- دونالد هارفي على موقع قاعدة بيانات الفيلم (الإنجليزية)